# Socha svatého Jana Nepomuckého (Borovany, u Stropnice)
Barokní socha svatého Jana Nepomuckého stojí u řeky Stropnice v Jihočeském kraji na území města Borovany.

## Historie a umístění sochy
Socha svatého Jana Nepomuckého stojí poblíž Borovan u dvouobloukového kamenného mostu přes řeku Stropnici. Je umístěna před mostem a nad ní se zdvihá památná lípa malolistá. Přes kamenný most vede červená turistická značka a naučná stezka Totalita rozděluje. Sochu nechal v roce 1735 vytvořit probošt augustiniánského kláštera v Borovanech František Plank. Původně byla socha patrně umístěna na mostě, později snesena mimo most na louku. Poprvé byla socha opravována dle zápisů ve farní kronice v roce 1930. Větší zásah byl proveden v roce 2005, kdy byla socha odvezena a opravena. Na místě je dnes socha nahrazena kopií, výduskem z umělého kamene, originál je v lapidáriu v křížové chodbě kláštera v Borovanech. Památkově chráněná je socha od 1. dubna 2005.

## Popis
Socha sv. Jana Nepomuckého byla vytvořena v období vrcholného baroka. Pochází od neznámého sochaře z roku 1735. Socha z mušlového vápence, který se dovážel z Rakouska je vysoká 160 cm. Stojí na podstavci z místní žuly s bohatě profilovanou římsou s postranními volutami, v přední části je vytesán latinský nápis s chronogramem. Samotná socha světce je ztvárněna v ikonografickém pojetí. Socha představuje kněze v rochetě a biretem s pěti hvězdami kolem hlavy. Postavu světce doplňuje u jeho levé nohy soška andílka držícího krucifix a mučednickou palmu. V roce 2005 provedl na základě požadavku města Borovany akademický sochař Ivan Tlášek obnovu této kulturní památky. Sochu očistil od mechu a řas, doplnil přeražené nohy andílka a hvězdičky na svatozáři světce. Barevně zaretušoval opravy a celá socha byla hydrofobizována aby nepřijímala vodu. Nápis na podstavci byl také zvýrazněn. Na žádost města provedl sochař Ivan Tlášek i kopii sochy a umístil ji v roce 2009 na původní podstavec na louce u řeky Stropnice.